# Deja Vu All Over Again
Albums de John Fogerty
Premonition
(1998) The Long Road Home
(2005)
Deja Vu All Over Again est le sixième album studio de l'auteur-compositeur-interprète américain de rock John Fogerty sorti en septembre 2004.
Cet album paraît sept ans après le précédent album studio du chanteur, Blue Moon Swamp.

## Liste des titres
Écrits et composés par John Fogerty.
| No  | Titre                    | Durée |
| --- | ------------------------ | ----- |
| 1.  | Deja Vu (All Over Again) | 4:13  |
| 2.  | Sugar-Sugar (In My Life) | 3:29  |
| 3.  | She's Got Baggage        | 2:35  |
| 4.  | Radar                    | 3:07  |
| 5.  | Honey Do                 | 2:51  |
| 6.  | Nobody's Here Anymore    | 4:02  |
| 7.  | I Will Walk With You     | 3:02  |
| 8.  | Rhubarb Pie              | 3:17  |
| 9.  | Wicked Old Witch         | 3:26  |
| 10. | In the Garden            | 3:50  |

## Musiciens
- John Fogerty – guitares, chant, banjo, orgue, percussions, chœurs
- Paul Bushnell – basse (1,3,6,10)
- Viktor Krauss – basse (2,5,7,8)
- David Santos – basse (4,9)
- Benmont Tench - orgue (1)
- Bob Britt - guitare électrique slide (1)
- Mark Knopfler - guitare (6)
- Jerry Douglas - dobro (7)
- Bob Applebaum, Michael DeTemple – mandoline (7)
- Dean Parks - guitare rock-a-billy (5), guitare slide (8)
- Alex Acuña – percussions (1)
- Aaron Plunkett - percussions (5), cuillères musicales (8)
- John O'Brian - batterie, programmations (2)
- Kenny Aronoff – batterie (tous les titres sauf 2 et 7)
- George Hawkins Jr, Billy Burnette - chœurs (4)
- Kelsy Fogerty – voix d'enfant (4)

## Classements hebdomadaires
| Classement (2004)                  | Meilleure place |
| ---------------------------------- | --------------- |
| Allemagne (Media Control AG)       | 61              |
| Belgique (Flandre Ultratop)        | 38              |
| Belgique (Wallonie Ultratop)       | 98              |
| Danemark (Tracklisten)             | 19              |
| États-Unis (Billboard 200)         | 23              |
| Finlande (Suomen virallinen lista) | 9               |
| France (SNEP)                      | 150             |
| Italie (FIMI)                      | 61              |
| Norvège (VG-lista)                 | 4               |
| Pays-Bas (Mega Album Top 100)      | 54              |
| Suède (Sverigetopplistan)          | 1               |
| Suisse (Schweizer Hitparade)       | 56              |